# Wayne, Nebraska
Wayne är administrativ huvudort i Wayne County i Nebraska. Orten har fått sitt namn efter militären Anthony Wayne. Enligt 2010 års folkräkning hade Wayne 5 660 invånare.